# Sistema Integrado de Monitoramento de Fronteiras

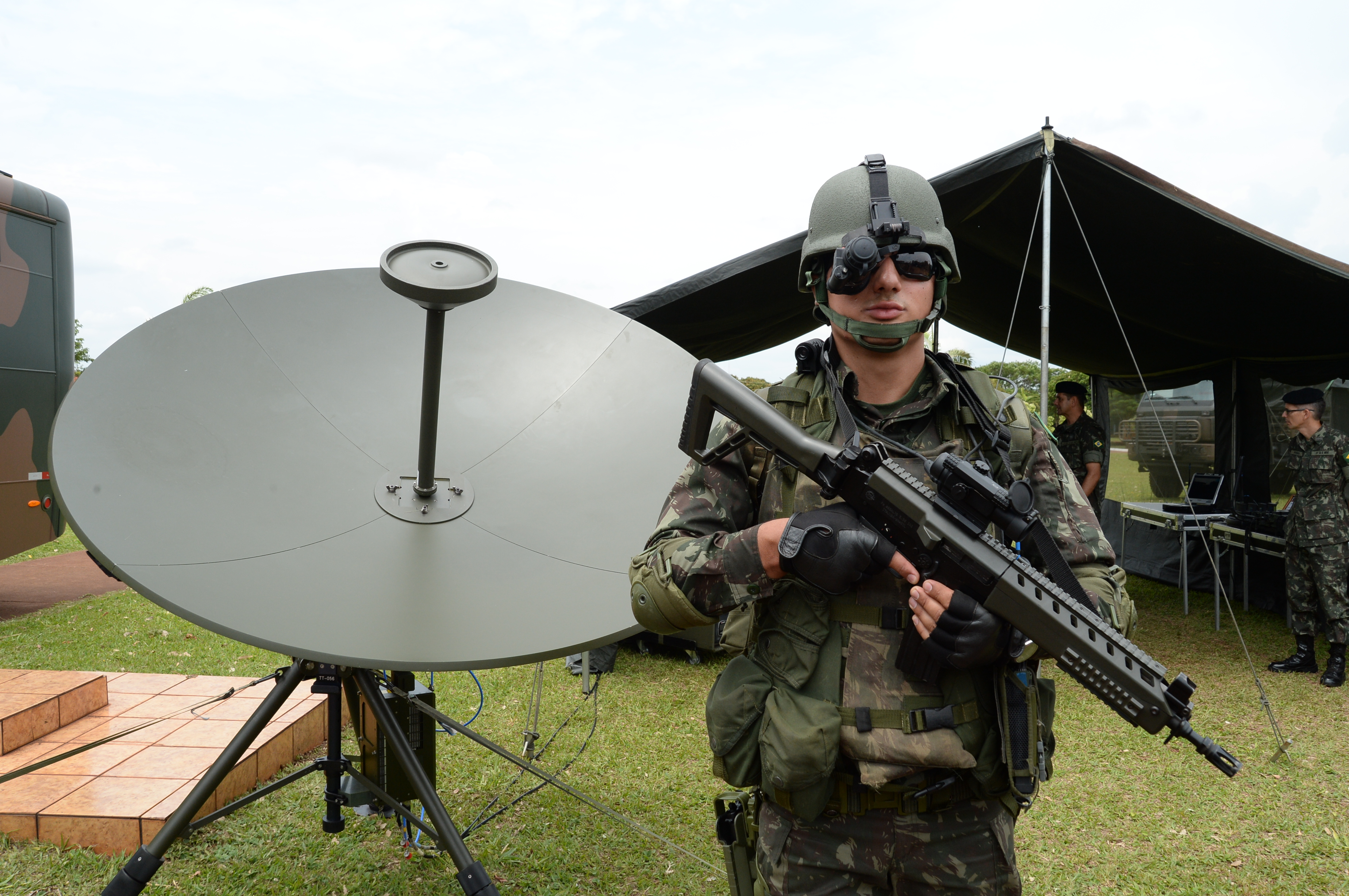
Exibição de equipamentos do SISFRON em Campo Grande

O Sistema Integrado de Monitoramento de Fronteiras (SISFRON) do Exército Brasileiro é um projeto de Comando e Controle, Comunicações, Computação, Inteligência, Vigilância e Reconhecimento (C4IVR) em toda a extensão de 16 886 quilômestros das fronteiras terrestres brasileiras. O SISFRON seria um “muro virtual” de alta tecnologia, usado para reprimir o tráfico de drogas e armas, a exploração de pessoas e outros ilícitos na região de fronteira. Seus objetivos oficiais também incluem a “geração de emprego e renda, o estímulo à pesquisa, o fortalecimento da indústria nacional e o aumento da capacidade operativa do Exército”. O projeto foi concebido a partir da Estratégia Nacional de Defesa de 2008 e implantado a partir de 2012, quando foi incluído no Livro Branco de Defesa Nacional como um dos sete programas prioritários do Exército.
Os investimentos previstos incluem rádios UHF para as patrulhas, radares fixos e móveis, sensores óticos, óculos de visão noturna, câmeras de longo alcance, sensores de medidas de apoio de guerra eletrônica (MAGE), Sistemas de Aeronaves Remotamente Pilotadas (SARPs), e obras de infraestrutura nas organizações militares na fronteira. A tecnologia de ponta não permite ao Exército abrir mão da presença humana nos pontos estratégicos. O projeto propõe a integração ao Satélite Geoestacionário de Defesa e Comunicações Estratégicas (SGDC-1) e a sistemas equivalentes das Forças Armadas do Brasil, como o Sistema de Proteção da Amazônia (SIPAM), Sistema de Gerenciamento da Amazônia Azul (SisGAAz), Programa Estratégico de Sistemas Espaciais (PESE) e Sistema de Defesa Aeroespacial Brasileiro (SISDABRA), assim como órgãos e agências federais na fronteira, como a Polícia Federal e Receita Federal.
O programa foi originalmente orçado em R$ 11.992.000 em dez anos. O Estudo de Viabilidade Técnica (EVT) do SISFRON, realizado pelo Exército em 2011, concluiu que, se o programa eliminasse 10% (R$ 4,1 bilhões/ano) do prejuízo causado pelo narcotráfico, ele já teria uma relação custo/benefício favorável. O panorama seria ainda mais efetivo considerando a repressão a outros ilícitos e a geração de empregos. O projeto piloto foi instalado em 2012 na 4.ª Brigada de Cavalaria Mecanizada, ao longo de 660 quilômetros de fronteira com o Paraguai e Bolívia, na região de Ponta Porã e Dourados, Mato Grosso do Sul. Esta é uma importante porta de entrada de drogas, armas e mercadorias contrabandeadas. Militaram contra a escolha do Norte a presença do SIPAM na região, e contra o Sul, a alta densidade técnica e de comunicação de seus estados.
Um estudo do Instituto de Pesquisa Econômica Aplicada (Ipea) apontou um aumento na apreensão de drogas pelas polícias militar e civil em Mato Grosso do Sul, de 2012 a 2017, como evidência do sucesso do SISFRON. Por outro lado, policiais estaduais e federais em Mato Grosso do Sul contestaram o SISFRON na imprensa em 2017. Eles declararam nunca ter recebido informações do sistema. Edgar Marcon, ex-chefe da Polícia Federal no estado, argumentou que as operações do Exército contra a criminalidade são ineficientes, pois são pontuais, e os investimentos teriam sido mais produtivos nas mãos da Polícia Federal. Conforme a Gazeta do Povo, até 2023 o processo decisório desses órgãos não foi centralizado, e as “trocas de informações são mais personalistas que institucionais”. Nelson Düring, editor-chefe do portal DefesaNet, alegou em 2025 que as torres de vigilância "estão praticamente inoperantes. (Observar que muitas têm sido depredadas e os equipamentos roubados)", notando que uma torre com sistemas óticos sensíveis tem vida útil de dois anos, contra décadas de serviço para um blindado, obuseiro, metralhadora ou helicóptero. Ele comparou o SISFRON a uma "Linha Maginot tecnológica", questionando seu benefício militar ou de redução da criminalidade.
Concebido num momento de otimismo em relação à economia, o SISFRON é um projeto ambicioso, de custo elevado e execução a longo prazo. Mesmo considerado estratégico, ele não foi poupado das flutuações orçamentárias decorrentes da crise econômica brasileira de 2014. O orçamento foi liberado “a conta-gotas”. Conforme um trecho de entrevista do comandante do Exército Eduardo Villas Bôas ao Estado de S. Paulo, em 2015, “inicialmente previsto para ser concluído em 10 anos (2022), teve seu término adiado para 2035 por conta do ritmo orçamentário estabelecido desde sua criação. Com a crise, estima-se que só ficará pronto em 2065.” Pela contabilidade do Exército, até 2022 apenas R$ 2 bilhões foram desembolsados no programa e nem mesmo a expansão da primeira fase estava completa. No mesmo ano a segunda fase começou a evoluir no Paraná, Santa Catarina e Amazonas.